# کوتلاری
کوتلاری (به بلغاری: Kotlari) یک منطقهٔ مسکونی در بلغارستان است که در شهرستان کروموفگراد واقع شده‌است.